# Zácsik Szandra
Szöllősi-Zácsik Szandra (Komárom, 1990. április 22. –) magyar válogatott kézilabdázó, balátlövő, az Esztergomi KC játékosa.

## Pályafutása

### Klubcsapatokban
Zácsik Észak-Komáromban született egy szlovákiai magyar családban. Tizennégy éves korában került Vácra, és tizenhat éves volt, amikor bemutatkozhatott a felnőttek között, a Váci NKSE színeiben. Ezután Ferencváros és a Győr is szerződtette volna, ő végül a budapestieket választotta. Tóth Tímea sérülése miatt hamar lehetőséget kapott a felnőtt csapatban, a 2006-os őszi szezon első néhány meccsén szerepelt és kiválóan helytállt. 19 éves korában a Bajnokok Ligájában és a KEK-ben is bemutatkozhatott, honosítása után a nyári junior Eb-n ezüstérmet nyert. 2009-ben a szlovén Krim Ljubljana szerződtette egy korábban megkötött megállapodás szerint, a zöld-fehérek tiltakozása ellenére. Bajnokságot és kupát nyert a csapattal, amely 2010. december 22-én felbontotta a szerződését így Zácsik visszatérhetett a Ferencvároshoz. A klub 2010. december 27-én sajtótájékoztatót tartott, ahol bejelentették, hogy megállapodtak a balátlövővel, aki 2013 június 30-ig meghosszabbította szerződését.
Visszatérése után mindkétszer tagja volt a KEK-győztes csapatnak. A 2010-2011-es szezonban kulcsszerepe volt a csapat nemzetközi sikerének, 2011 decemberében a korábbi Bajnokok Ligája-győztes dán Viborg búcsúztatásához is fontos gólokkal járult hozzá. A következő fordulóban tizenhat góllal segítette a csapatot a francia Tolulon ellenében, az egész sorozatban pedig nyolc találkozón 49 alkalommal volt eredményes. A 2013-2014-es szezon után kislánya születése miatt ideiglenesen felhagyott a kézilabdával, a 2015-2016-os szezonra tért vissza. 2016 szeptemberében vállműtéten esett át, több hónapot ki kellett hagynia. A szezon végén távozott a Ferencvárostól, és a Budaörs csapatában folytatta pályafutását. A következő másfél évben meghatározó játékosa volt a csapatnak, amely a 2018-2019-es szezont megelőzően meghosszabbította a szerződést újabb egy évre. 2018 szeptemberében a Budaörs Handball közleményben tudatta, hogy Zácsik ismét várandós, így pályafutását újból szünetelteti.
2019 júliusában az MTK csapatához írt alá egy évre. Két szezont töltött a kék-fehér csapatnál, majd 2021 nyarától ismét a Ferencvárosban kézilabdázik, amellyel 2022-ben és 2023-ban is Magyar Kupát nyert. 
A 2025-2026-os szezont megelőzően az Esztergom játékosa lett.

### A válogatottban
2009-ben tagja volt a hazai pályán ezüstérmet szerző csapatnak a 2009-es junior női kézilabda-Európa-bajnokságon, ahol a torna All-Star csapatába is beválasztották. 2009. szeptember 22-én mutatkozott be a magyar felnőtt válogatottban. Négy világbajnokságon vett részt, 2009 és 2013, illetve 2015 és 2017 között 56 mérkőzésen 177 gólt szerzett címeres mezben. Részt vett a 2020-as Európa-bajnokságon is. Tagja volt a 2021 nyarán megrendezett tokiói olimpián szereplő válogatottnak.

## Sikerei, díjai
- Magyar bajnokság győztes: 2007, 2015
- Magyar Kupa-győztes: 2017, 2022, 2023,[19] 2025
- Bajnokok Ligája döntős: 2023
- KEK-győztes: 2011, 2012
- Szlovén bajnok: 2010
- Szlovén Kupa-győztes: 2010

## Magánélete
Párja Szöllősi Szabolcs válogatott kézilabdázó, akivel 2014. június 21-én házasodott össze. Egy év múlva, 2015. március 25-én megszületett kislányuk, Hanna. Második gyermekük, Borisz 2019 áprilisában született.